# Ozero Derveniskoje
Ozero Derveniskoje (ryska: Озеро Дервениское) är en sjö i Belarus.   Den ligger i voblasten Hrodna voblast, i den västra delen av landet, 220 km väster om huvudstaden Minsk. Ozero Derveniskoje ligger 116 meter över havet. Arean är 0,37 kvadratkilometer. Den sträcker sig 1,6 kilometer i nord-sydlig riktning, och 0,4 kilometer i öst-västlig riktning.
I omgivningarna runt Ozero Derveniskoje växer i huvudsak blandskog. Runt Ozero Derveniskoje är det ganska tätbefolkat, med 139 invånare per kvadratkilometer.